# Sampati

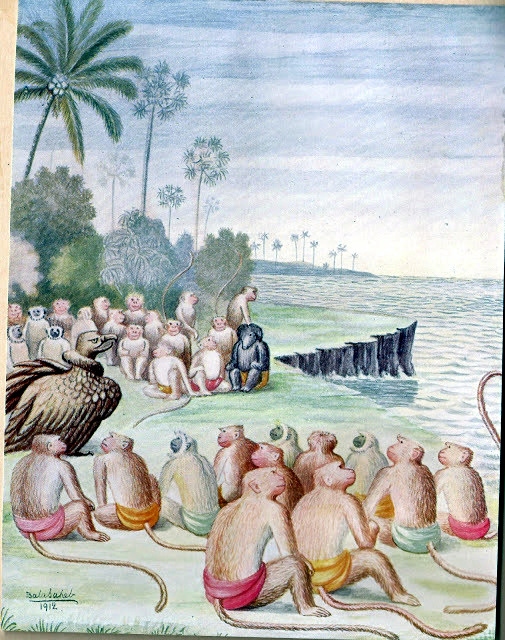
Sampati mit Hanuman und seiner Armee

Sampati (Sanskrit सम्पाति) ist eine göttliche Figur aus dem indischen Nationalepos Ramayana und der Bruder von Jatayu. Er hilft Hanuman dabei, Sita zu finden.

## Das Ramayana
Der Ramayana-Epos entstand zwischen dem 4. Jh. v. Chr. und dem 2. Jh. n. Chr. in Indien. Es handelt sich um eine aus 24.000 Doppelversen bestehende Kunstdichtung, die dem legendären Sänger Valmiki zugeschrieben wird und seit dem 2. Jh. n. Chr. als weitgehend abgeschlossen gilt. Sich mit den indischen Religionen verbreitend entfaltete es in Südostasien einen sehr großen kulturellen Einfluss und wurde an die regionalen Verhältnisse angepasst. So ist es in Thailand als Ramakian zur Gründungslegende der Chakri-Dynastie geworden, die sich in einer Abstammungslinie mit Rama sieht, während es zum Beispiel in Indonesien maßgeblich Wayang und Kecak prägte und im Khmerreich die Tempel- und Palastbauten Angkors. In Indien ist es neben dem Mahabharata das zweite Nationalepos.

## Sampati im Ramayana
Er ist der älteste Sohn von Garuda und hat die Gestalt eines Geiers. Im jugendlichen Wettstreit mit seinem Bruder Jatayu darum, wer höher fliegen kann, schützt er Jatayu, als dieser der Sonne zu nahe kommt, mit seinen Flügeln vor der Hitze, die dadurch verbrennen. Fortan muss er seiner Flügel beraubt auf der Erde und getrennt von seinem Bruder leben.
In der Einsamkeit beobachtet er, wie Sita von Ravana nach Lanka entführt wird. Als der entkräftete Suchtrupp um Angada und Hanuman an einem Strand zusammenbricht, ohne eine Spur von Sita gefunden zu haben, sieht Sampati in ihnen zuerst eine willkommene Beute. Erst als er bemerkt, dass sie seinen Bruder kennen, lässt er von ihnen ab und fragt nach dem Schicksal Jatayus. Nachdem sie ihm erzählt haben, dass Jatayu Sita befreien wollte und von Ravana getötet wurde, teilt er ihnen den Aufenthaltsort Sitas mit und dass er sie dort wegen seiner göttlichen Weitsicht immer noch erblicken kann. Daraufhin vollführt Hanuman seinen großen Sprung über den Ozean nach Lanka, um dort Sita zu befreien.
Der Geburtsort Sampatis liegt in der hinduistischen Mythologie in Griddhraj Parvat im Distrikt Satna.